# Wagendrischelhorn
Wagendrischelhorn – szczyt w Alpach Berchtesgadeńskich, części Alp Bawarskich. Leży na granicy między Austrią (Salzburg), a Niemcami (Bawaria).